# Стрэнг, Гилберт
Уильям Гилберт «Гил» Стрэнг (англ. William Gilbert "Gil" Strang; род. 27 ноября 1934, Чикаго) — американский математик и академик.
Член Национальной академии наук США (2009). Профессор МТИ, почётный профессор и доктор.

## Биография
Окончил МТИ (бакалавр науки S.B., 1955). В 1957 году получил степени бакалавра и магистра искусств B. A. и M. A. в оксфордском Баллиол-колледже, где был стипендиатом Родса. В 1959 году получил степень доктора философии Ph. D. в Калифорнийском университете в Лос-Анджелесе.
С 1962 года профессор математики МТИ.
В 1999—2000 годах — президент SIAM.
Член Американской академии искусств и наук (1985). Иностранный член Российской академии наук (2019).
Почётный член оксфордского Баллиол-колледжа (1999).
Автор 11 книг.